# 优客工场
优客工场（Ucommune）是中国的一家联合办公空间运营商，主要为为创业者群体提供办公方案。

## 历史
优客工场由毛大庆博士于2015年4月在北京创立，首家社区于同年9月在北京阳光100开业。公司早期通过重资产模式快速扩张，随后逐步向轻资产模式转型，推出U Brand（运营与设计施工输出）和U Partner（管理与系统输出）等创新业务模式。2016年，优客工场启动全球化布局，进入新加坡市场，并与滴滴出行、ofo小黄车等企业达成战略合作，探索“出行+联合办公”新场景。2017年，公司完成与洪泰创新空间的战略合并，估值达90亿元人民币。2018年，通过并购无界空间、Workingdom等，并完成C+轮融资，估值超过110亿元人民币。2020年，优客工场通过特殊目的收购公司（SPAC）方式在纳斯达克上市（交易代码：UK），成为中国联合办公行业首家上市公司。